# Gustaf Johnsson
Nils Gustaf Johnsson (Malmö, 1890. március 7. – Washington, 1959. december 11.) olimpiai bajnok svéd tornász.
Részt vett az 1908. évi nyári olimpiai játékokon, és tornában csapat összetettben aranyérmes lett. Klubcsapata a Malmö GFK volt.